# Паникарты (Дятловский район)
Паника́рты (бел. Панікарты) — деревня в Даниловичском сельсовете Дятловского района Гродненской области Республики Беларусь. По переписи населения 2009 года в Паникартах проживали 23 человека.

## История
В 1921—1939 годах Паникарты находились в составе межвоенной Польской Республики. В 1923 году в Паникартах было 38 хозяйств, 230 жителей. В сентябре 1939 года Паникарты вошли в состав БССР.
В 1996 году Паникарты входили в состав Торкачёвского сельсовета и колхоза «Беларусь». В деревне насчитывалось 34 хозяйства, проживали 62 человека.
13 июля 2007 года вместе с другими населёнными пунктами упразднённого Торкачёвского сельсовета Паникарты были переданы в Даниловичский сельсовет.